# 2016年リオデジャネイロパラリンピックのアイスランド選手団
2016年リオデジャネイロパラリンピックのアイスランド選手団（2016ねんリオデジャネイロパラリンピックのアイスランドせんしゅだん）は、2016年9月7日から9月18日までブラジルのリオデジャネイロで開催された2016年リオデジャネイロパラリンピックアイスランド選手団の名簿。

## 選手団
- 人員: 選手 5人

## 種目別選手・スタッフ名簿及び成績

### アーチェリー
- ソルステイン・ハトルドウルソン（男子個人コンパウンド）1回戦敗退

### 陸上競技
- ヘルギ・スヴェインソン（男子やり投げ F42/43/44 切断・機能）53.96m 大会新 5位

### 競泳
- ヨウン・マルゲイル・スヴェッリソン
  - （男子200m自由形 S14 知的）1分57秒50、4位
  - （男子100m平泳ぎ SB14 知的）1分12秒27 予選敗退
  - （男子200m個人メドレー SM14 知的）2分18秒61、6位
- ソニャ・シグルザルドッティル
  - （女子50m自由形 S4 運動機能）1分03秒39 予選敗退
  - （女子50m背泳ぎ S4 運動機能）59秒97、8位
- テルマ・ビョルグ・ビョルンスドッティル
  - （女子50m自由形 S6 運動機能）42秒14 予選敗退
  - （女子100m自由形 S6 運動機能）1分27秒04 予選敗退
  - （女子400m自由形 S6 運動機能）6分34秒71 予選敗退
  - （女子100m平泳ぎ SB5 運動機能）1分58秒69 予選敗退
  - （女子200m個人メドレー SM6 運動機能）3分58秒13 予選敗退